# Ole Stavrum
Ole Einar Stavrum (* 22. května 1940, Kristiansund, Norsko) je bývalý norský fotbalový útočník a reprezentant, později fotbalový trenér.

## Klubová kariéra
Na klubové úrovni hrál fotbal v Norsku v mužstvech FK Lyn a Clausenengen FK. Jedenkrát se stal nejlepším kanonýrem nejvyšší norské fotbalové ligy, v sezóně 1964 nastřílel v dresu FK Lyn 18 gólů.

## Reprezentační kariéra
V A-týmu norské fotbalové reprezentace debutoval 1. 7. 1964 v přátelském utkání v Bergenu proti týmu Švýcarska (výhra 3:2). Celkem odehrál v letech 1964–1966 za norský národní tým 8 zápasů a vstřelil 1 gól.